# Леди дракон
«Леди дракон» — индонезийский фильм о боевых искусствах, снятый Синтией Ротрок.

## Сюжет
Джона Галлахера убили прямо на его свадьбе. Год спустя его вдова, белокурая каратистка Кэти вступает в схватку с наркомафией, убившей её мужа. На её стороне — добрый дедушка из деревни и его внук. Против — целая армия негодяев. Но дедушка — тоже каратист, и он научит Кэти таким хитростям боевых искусств, что негодяям несдобровать.